# Kostel Narození Panny Marie (Cetviny)
Kostel Narození Panny Marie v Cetvinách je gotická stavba přibližně ze druhé třetiny 14. století. Kostel stojí ve správním území obce Dolní Dvořiště v Jihočeském kraji, jihovýchodně od Kaplice v blízkosti hranice s Rakouskem. V okolí kostela stávalo až do poloviny 20. století městečko Cetviny, které zaniklo v důsledku vysídlení Němců z Československa a zřízení hraničního pásma.
Jde o významnou architektonickou památku, která je krajinnou dominantou i dokladem vyspělého středověkého stavebnictví v oblasti Rožmberského panství – tzv. Rožmberské stavební huti. Kostel byl po obnově znovu vysvěcen a slouží příležitostným bohoslužbám nebo kulturním akcím. Je turistickým připomenutím městečka česko-rakouského pomezí. Od roku 1963 je chráněn jako kulturní památka.

## Historie

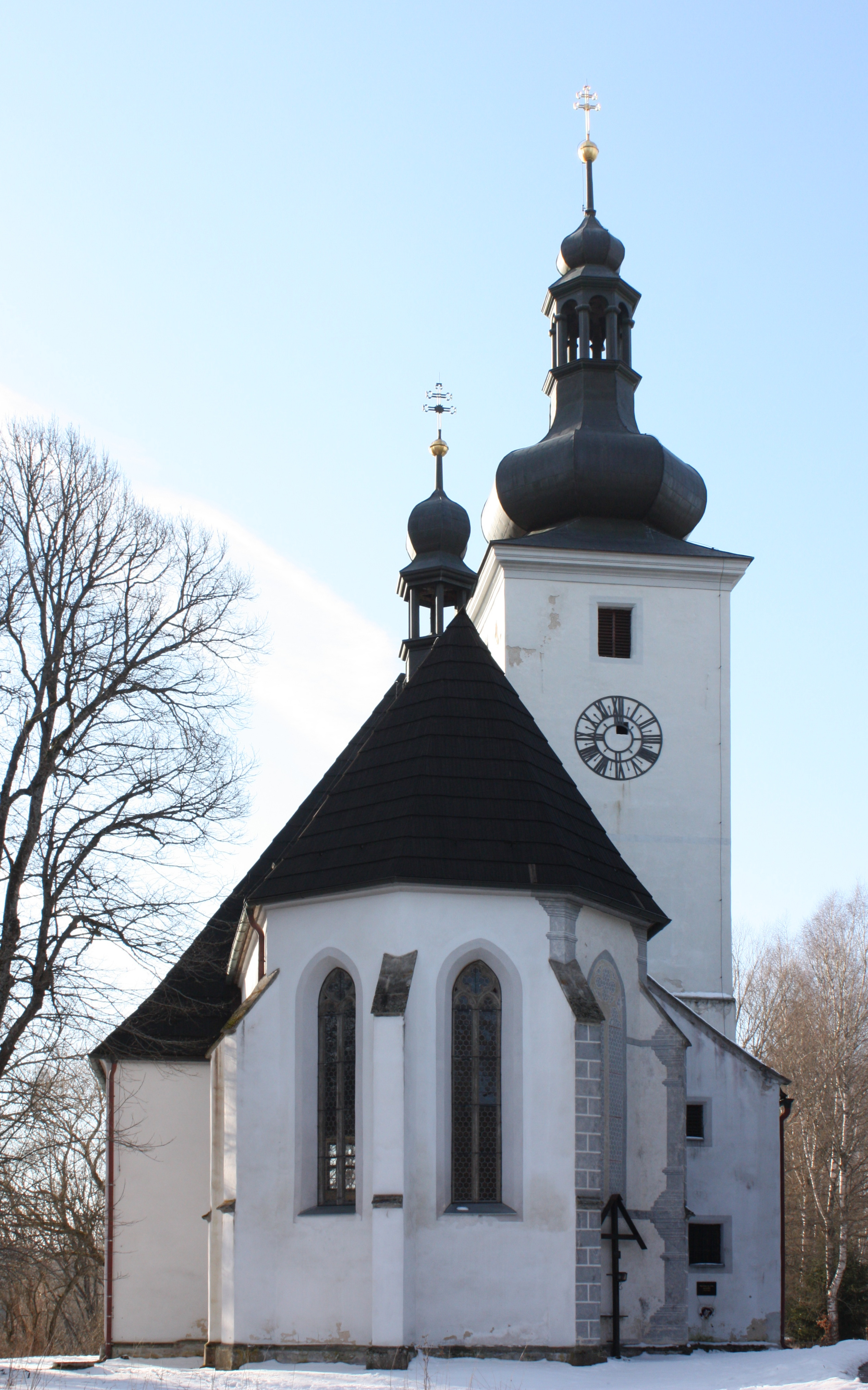
Kostel Narození Panny Marie

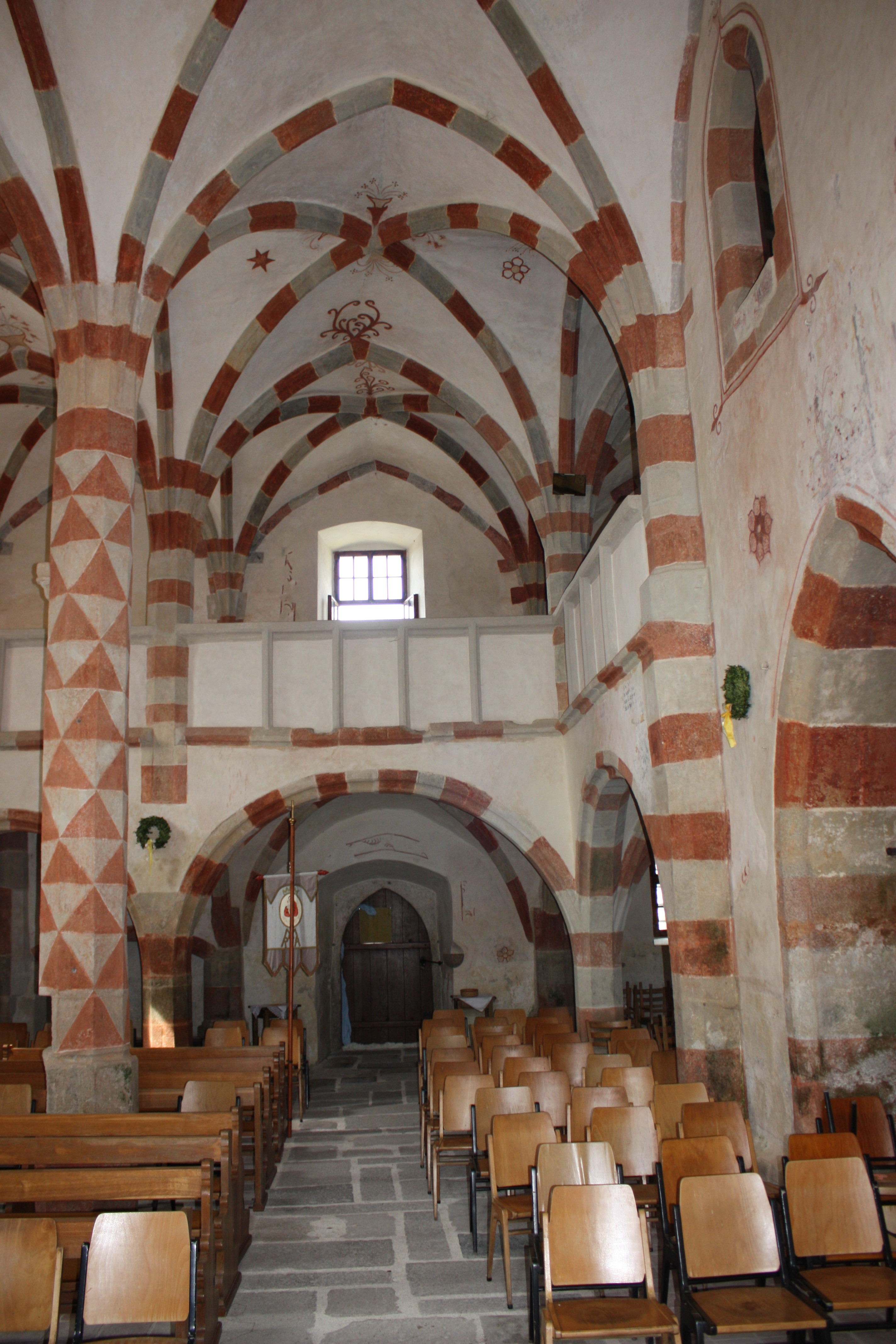
Interiér

Kostel, jako duchovní centrum středověké venkovské farnosti – plebánie a malého městečka založeného rakouskými kolonisty v 13. století, je zasvěcen události narození Panny Marie – Matky Boží. Jde o významnou architektonickou památku, která je krajinnou dominantou i dokladem vyspělého středověkého stavebnictví v oblasti Rožmberského panství – tzv. Rožmberské stavební huti. V hodnotném interiéru kostela se prolínají tři postupné fáze gotické výstavby.

### Vznik
První historicky spolehlivou zmínkou o městečku Cetviny a jeho kostelu je listina pražského arcibiskupa Jana Očka z Vlašimi z roku 1384, kterou uděluje kostelu pod patronátem Jana z Rožmberka právo odpustků na tři roky. O kostele nejsou dochovány žádné zprávy ani v konfirmačních knihách pražského arcibiskupství v období od 15. století až do Bílé hory a ani v písemných pramenech pasovského biskupství, které si zde až do 16. století udržovalo církevní pravomoc. Kostelu ale byla zřejmě věnována dobrá péče, která dle dobových pramenů byla v rožmberském panství u takovýchto objektů obvyklá.

### Doba pobělohorská
Za českého povstání se rožmberská panství, v majetku protestantských dědiců Švamberků, stala nepřátelským územím císařské katolické armády. Ta v roce 1620 městečko Cetviny i s kostelem vyloupila a vypálila. Rožmberské panství se roku 1623 stalo majetkem generála hraběte Buquoye. Roku 1630 se město Cetviny obrátilo na ovdovělou hraběnku Marii Magdalenu z Buquoye s žádostí o pomoc při obnově kostela, který válečnými událostmi „do základu vyhořel“. Téhož roku následný hraběnčin dar liturgické nádoby (ciboria) i mešních oděvů dokládá pokročilost obnovy kostela do provozuschopného stavu, opravy kostela však dle doložených stavebních nákladů dále pokračovaly i po tomto roce. Stav objektu kostela v roce 1700 je charakterizován hlášením faráře pražské konzistoři. Dle zprávy byl kostel v péči patrona hraběte Buquoye, měl důstojnou a zabezpečenou sakristii, tři oltáře, čtyři zvony ve velké věži a jeden zvon v malé věži nad presbytářem.
V roce 1795 vypukl v domku blízko kostela požár, který zachvátil postupně celé město i kostel s farou. Obnova kostela po požáru proběhla tentokrát poměrně rychle, což dokládá dokumentované přelití a znovuvysvěcení čtyř zvonů hned následujícího roku 1796.
V 19. století proběhla řada oprav, roku 1820 získal kostel nové varhany.

### 20. století
Na začátku století přestával objekt kostela kapacitně stačit potřebám farnosti. Proto roku 1907 vznikl vážný záměr rozšíření či prodloužení lodi kostela. Záměr však byl odmítnut jak místním farářem, tak i pražským místodržitelstvím a vídeňským památkovým ústavem. Po definitivním opuštění záměru přestavby byl kostel ve stávající dispozici renovován. Opravy probíhaly od roku 1916 a byly zakončeny v roce 1922 obnovou vnějších podmínek. Posledním pozitivním počinem v tomto století byla výměna šindelové krytiny střechy v roce 1927 a obměna varhan v roce 1928.
Městys Cetviny obývalo prakticky výhradně německy mluvící obyvatelstvo. Po druhé světové válce v roce 1946 byl na základě Benešových dekretů proveden odsun německých obyvatel a po roce 1949 se město stalo součástí uzavřeného, běžně nepřístupného hraničního pásma. V letech 1955 až 1956 byla zástavba městečka, kromě kostela a tří dalších budov, kompletně zbourána. Kostel pozbyl své funkce, byl údajně využíván k porážce vepřů a jako skladiště, bylo v něm zřízeno strážní stanoviště Pohraniční stráže a v důsledku absence jakékoli údržby začal nezadržitelně chátrat. Postupem času došlo až ke zřícení krovu a klenby presbytáře, k poškození střešní báně nad věží a k rozsáhlému narušení vnějších i vnitřních omítkových vrstev a zdiva samotného.

### Porevoluční období
Po roce 1989 opětným zpřístupněním hraničního pásma došlo iniciativou církve za vydatného, především finančního přispění jak původních obyvatel (v čele s Gertrud Schöllhammer) a dalších institucí, tak i státních příspěvků nejen ze strany České republiky, ale i Rakouska a Německa, k realizaci záměru opravy objektu. Práce začaly provedením stavebně historického průzkumu doc. Kašičkou v roce 1995. Obnova objektu byla technicky velmi náročná. Proběhla v rámci Programu záchrany architektonického dědictví a zdárně byla dokončena roku 2003. Postupně zahrnula opravu věže, rekonstrukci klenby presbytáře, krovů a střech. Zakončena byla obnovou vnějších omítek a restaurováním interiéru. Dne 6. září roku 2003 byl kostel českobudějovickým biskupem Jiřím Paďourem znovu vysvěcen.

### Program záchrany architektonického dědictví
V rámci Programu záchrany architektonického dědictví bylo v letech 1995-2014 na opravu kostela čerpáno 5 000 000 Kč.
| rok    | 1996  | 1997  | 1998  | 1999 |
| ------ | ----- | ----- | ----- | ---- |
| částka | 1 900 | 1 100 | 1 200 | 800  |

## Zařízení objektu

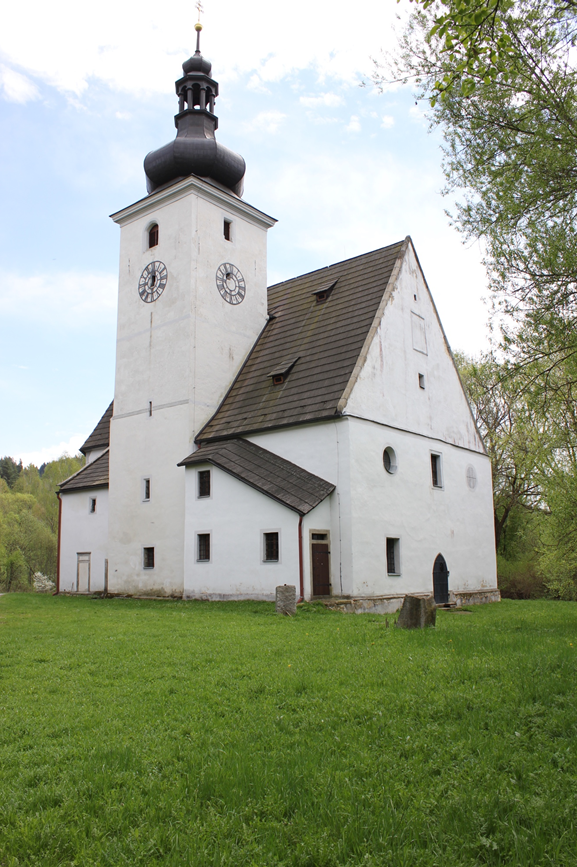
Boční pohled na kostel

Během období komunismu byl kostel údajně využíván k porážce vepřů a jako skladiště. Co se týče údržby, byl objekt ponechán svému osudu. Veškeré zařízení bylo odstraněno neznámo kam. Původní vybavení kostela popsal Antonín Cechner. V kostele se nacházel hnědý, dřevěný hlavní oltář s částečným pozlacením z roku 1736 uprostřed s malým výklenkem se sochou Panny Marie, Ježíška a dvěma anděli držícími korunu nad jejich hlavami. Z každé strany oltáře stál hadovitě stočený sloup se sochami sv. Floriána a sv. Šebestiána na konzolkách. Nad zalamovaným kladím stála na nástavci socha Boha Otce v oblacích spolu s anděly na postranních římsách. Hlavní oltář byl dílem řezbářů z Omleničky stejně jako boční oltář. Autoři soch pocházeli z rakouského Freistadtu. V jižní lodi kostela stál druhý dřevěný oltář s mramorovou úpravou. Dále zde visel obraz sv. Aloise v téměř životní velikosti. Obraz rámovaly polychromované sochy sv. Martina papeže a sv. Martina biskupa, také v reálných proporcích a menší soška sv. Ignáce v nástavci. Oltář v severní části se nacházel v kapli pod věží a byla na něm rokoková socha sv. Anny z 18. století. Čtyřboká kazatelna byla dřevěná, visutá s otupenými rohy. Poprsník byl z přední strany zdoben zlacenou řežbou v kartuši, zobrazující poprsí sv. Augusta. Stříška kazatelny byla dekorovaná třásněmi, malými andílky a Božím okem v paprscích. Křtitelnice byla oblá, vyrobená z kamene a její části na oblé profilované noze a na dřevěném víku zobrazovaly křest Krista. Varhany s rokoko-empírovou skříní pocházely z roku 1819, v roce 1917 byly cínové píšťaly zrekvírovány pro válečné účely. V kostele byl zavěšen dřevěný lustr z 18. století, ve spodní řadě osmiramenný a v horní části čtyřramenný. Dále kostel zdobila řada obrazů z první poloviny 17. století s motivy poprsí Krista a jedenácti apoštolů. Naproti kazatelně stála socha ukřižování Krista v životní velikosti. V kněžišti se nacházel velký obraz a na něm Kristus na kříži s Matkou Boží a svatým Janem. V kostelní věži zvonily čtyři zvony z roku 1796 a umíráček z roku 1873.

## Architektura

### Půdorys objektu

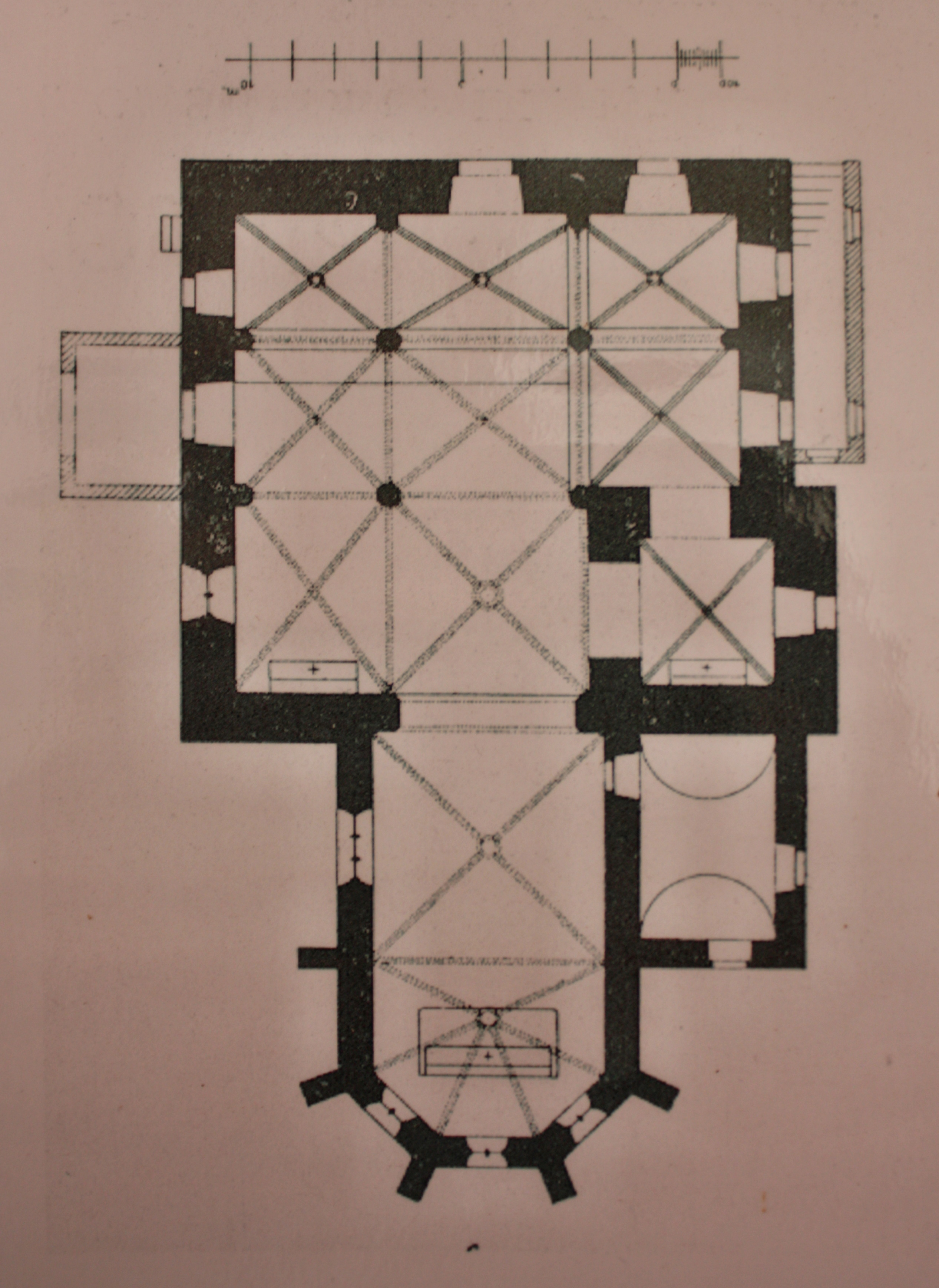
Půdorys kostela

Kostel Narození Panny Marie sestává ze síňového trojlodí s pětibokým, obdélným presbytářem, sakristií na severní straně a s hranolovou věží v severozápadní části. Středověká dispozice kostela, i přes četné drobné úpravy, nebyla zásadně změněna, zůstalo i převažující gotické tvarosloví architektonických prvků.

### Exteriér

#### Kněžiště
Pětiboce uzavřený presbytář se závěrem 5/8 je na každém nároží zpevněný jednou odstupňovaným opěrákem s pultovou stříškou, krytou kamennými deskami. Na všech stranách polygonu, s výjimkou severovýchodní a severní, jsou umístěna dvoudílná gotická lomená okna s kružbou. V osovém okně jsou navrchu dvě jeptišky nesoucí čtyř-list vložený do kruhu a v ostatních oknech je čtyř-list vložen do sférického čtyřúhelníku. Na jižní straně presbytáře je vloženo široké lomené trojdílné okno s pozdně gotickou kružbou, složenou z lomených obloučků a přímých a segmentových úseků prutů. V severovýchodní zdi závěru bylo pouze dokresleno iluzivní lomené okno stejného typu jako okna sousední. V téže době jako okno vzniklo i iluzivní kvádrování na sousedních opěrácích. Kněžiště je zakryto sedlovou střechou s valbou nad závěrem. Krov i střecha byly během poslední rekonstrukce obnoveny téměř celé.

#### Sakristie
Sakristie navazuje sedlovým portálkem na severní straně kněžiště. Je dvoupatrová a kryta pultovou šindelovou střechou. V přízemí jsou pouze jedno zamřížované okno a vstup na severozápadní straně s kamenným ostěním lemovaným hranolovým soklem. Dnes tento portál slouží jako vstup do interiéru kostela.

#### Trojlodí
Hlavní čtvercové trojlodí nese sedlovou, šindelem krytou střechu s novým krovem. Na jihu se nalézá lomené okno shodné s okny kněžiště. Uprostřed je vložen kamenný pravoúhlý portál s hranou lemovanou tesaným prutem. V levé části průčelí jsou ještě dvě malá lomená okna. Poslední vede do prostoru kruchty. Západní průčelí je nečleněné a štítové, uprostřed s lomeným vstupním portálem a dvěma kamennými stupni. Vlevo od vstupu se nalézá pravoúhlé okno. Pod korunní římsou jsou umístěna další dvě okna – pravoúhlé se štukovou šambránou a okno kruhové. Kvůli symetrii bylo na druhé straně štítu nakresleno druhé iluzivní kruhové okno.

#### Věž
Věž kostela je hranolová a navazuje v severovýchodním rohu na trojlodí. První patro věže je přístupné portálem z kruchty a druhým portálem se otevírá do interiéru. Věž je kryta cibulovou střechou s lucernou a je pokryta mědí.

### Interiér

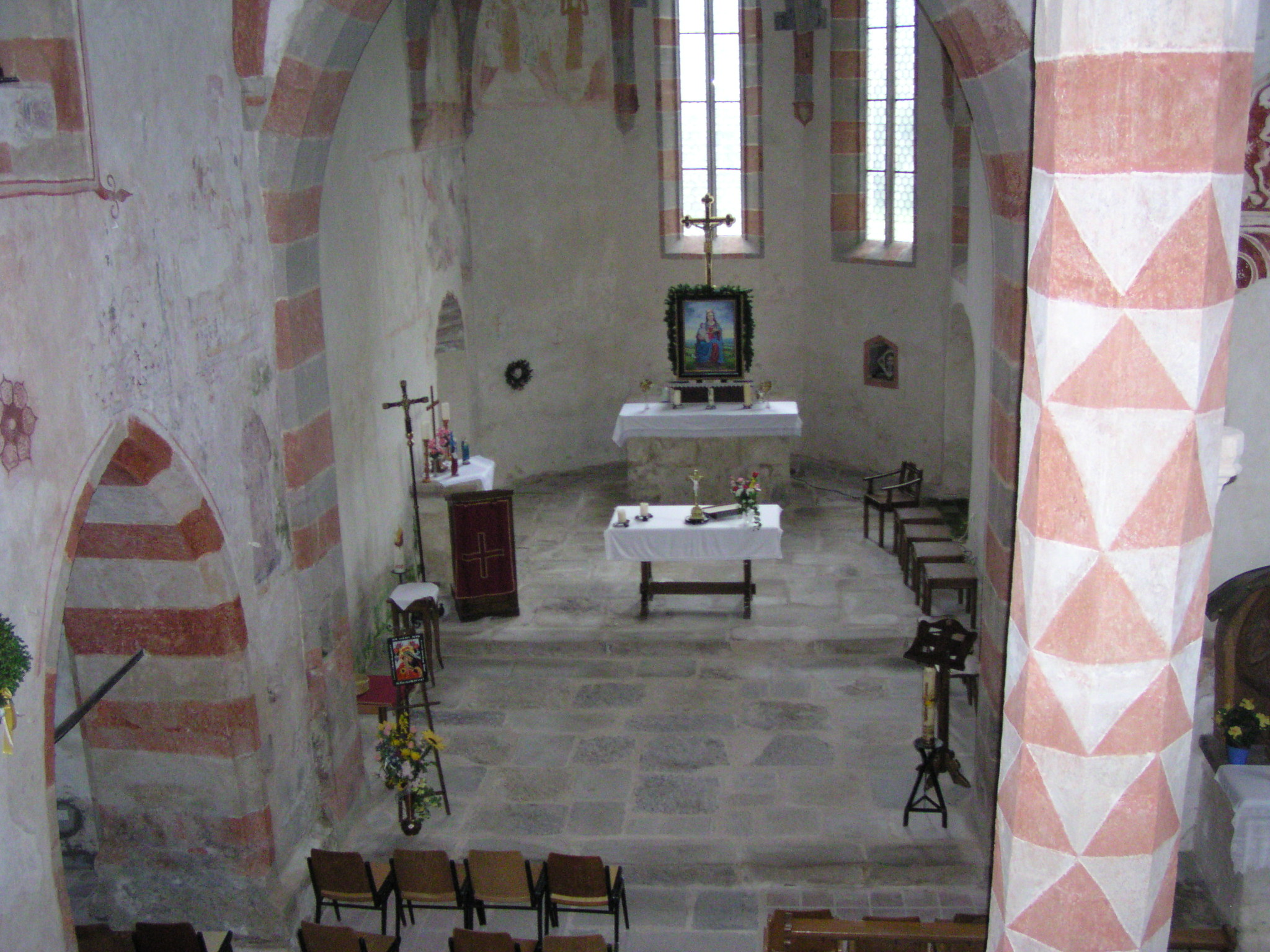
oltář Cetviny

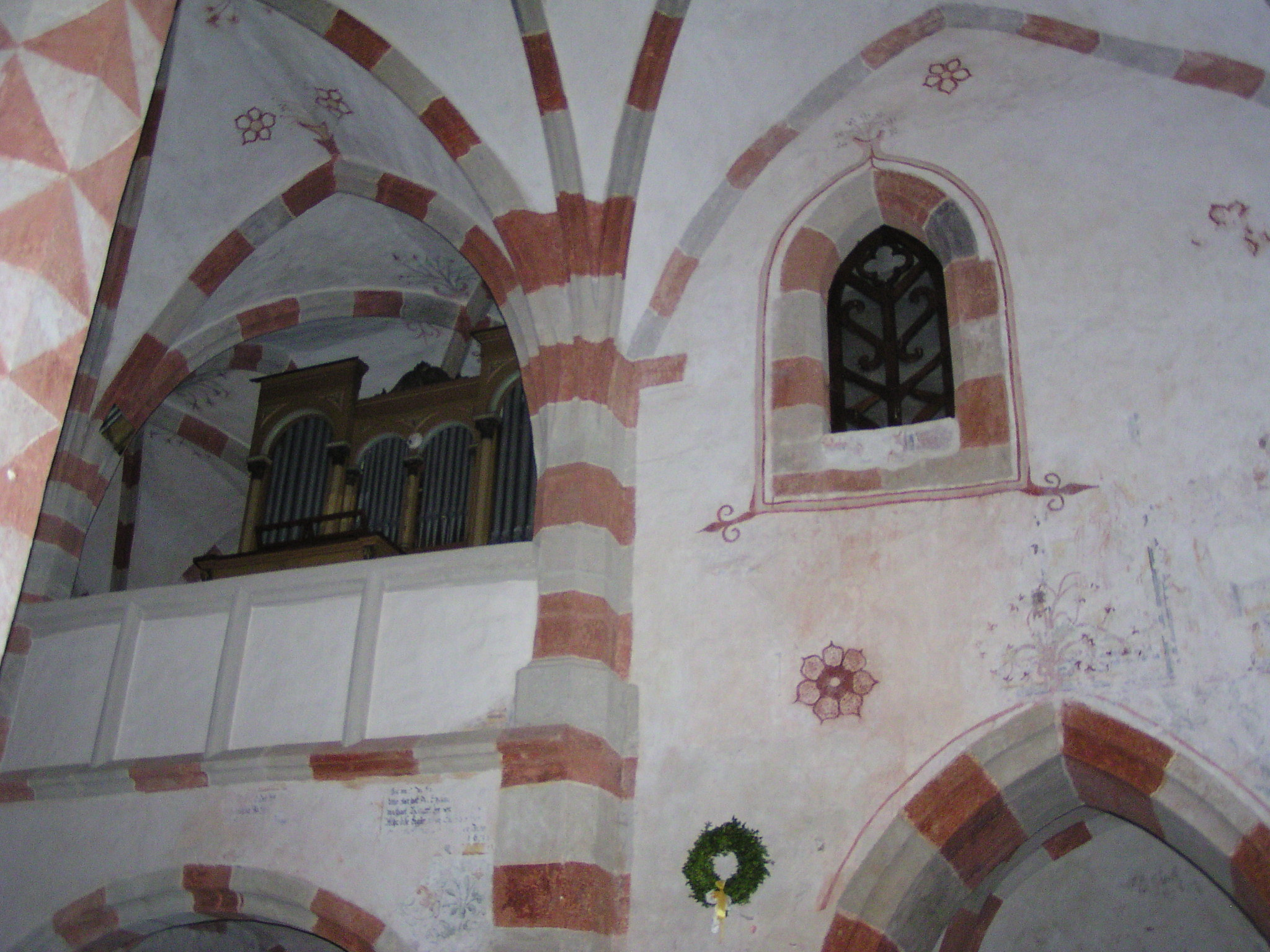
Varhany cetviny

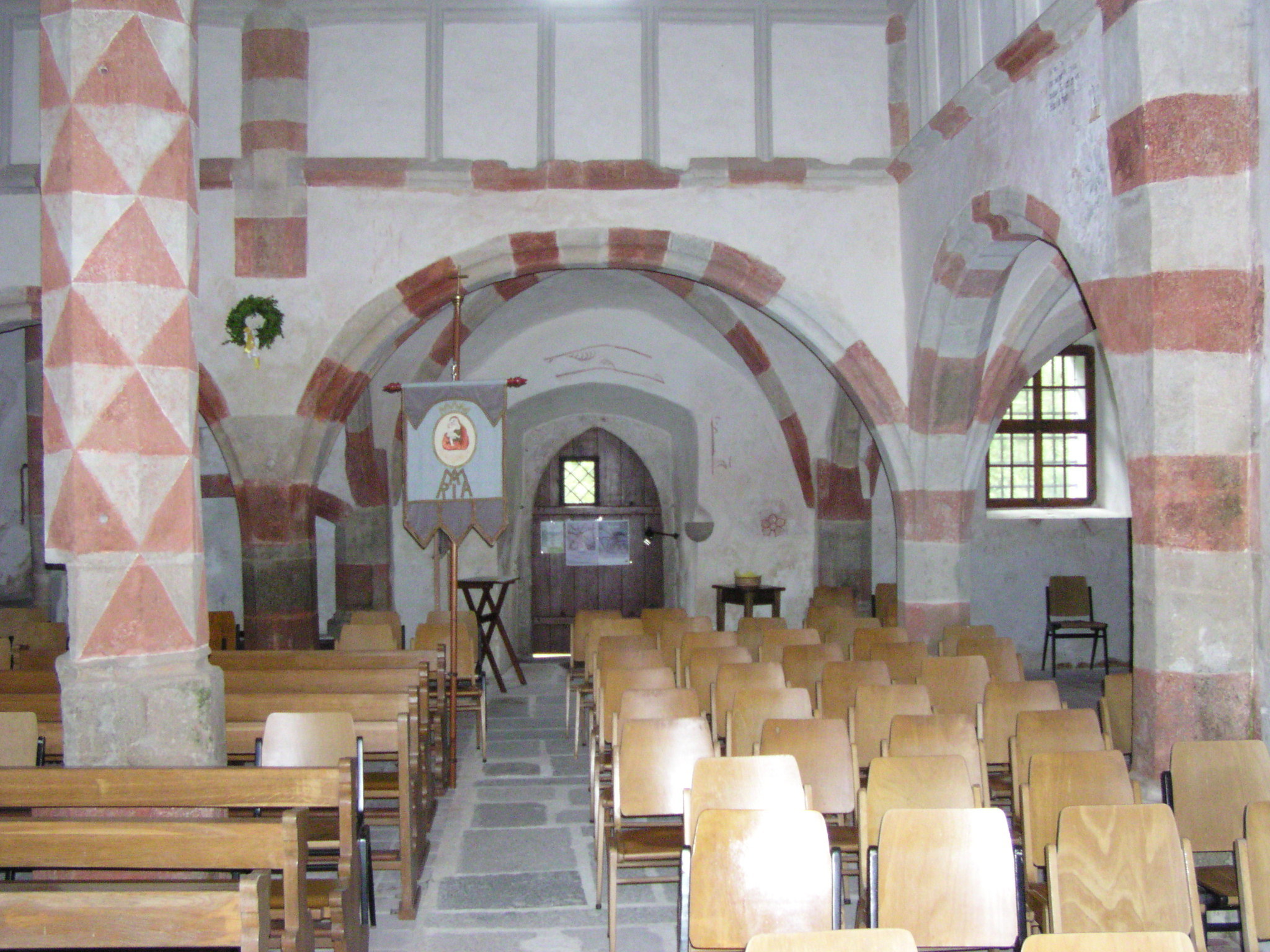
vchod s korouhví

#### Presbytář
Křížová klenba presbytáře sestává z klínových vyžlabených žeber sbíhajících se do hladkého kruhového svorníku, nad závěrem je klenba paprsčitá. Konzolky obou kleneb jsou polygonální a zdobeny maskarony. V přízemí na severní straně se nachází sedlový portálek s okosenou hranou, sloužící jako průchod do sakristie. Nad portálkem zůstaly stopy původních fresek – trojdílný christologický cyklus z doby okolo roku 1450. Na téže straně je ve zdi vyříznuta barokní nika s plastickou lasturou. Na protější straně je obdobná nika, ale bez výzdoby.

#### Sakristie
Sakristie při severním boku kněžiště je pod omítnutou kamennou valenou klenbou. Nachází se zde několik zazděných otvorů, přičemž po otvoru ve východní straně zůstala osazena mříž. Jediné zamřížované obdélníkové okno je na západní straně. Nad dveřní nikou z presbytáře je vyveden lomený záklenek. Z přízemí sakristie vede skrz klenbu pravoúhlý otvor s vloženou kamennou obrubou do prvního patra. Patro je zaklenuté podobnou valenou klenbou jako přízemí a sloužilo pravděpodobně jako chrámová pokladnice. I zde je na západní straně malé okénko.

#### Chrámová loď
Dominantou přízemní lodi je centrální prostor se středním pilířem. Na západním a severním boku se připojuje podkruchtí a přízemí věže. Kněžiště je odděleno lomeným triumfálním obloukem. Střední pilíř osmibokého průřezu stojí na širším soklu, který je oddělen výžlabkem. Pilíř byl dodatečně osekán na západní části a doplněn rožmberským erbem s motivem růže a na jižní straně byla přidána polygonální konzolka. Stejný polygonální průřez má i konzola na jižní straně lodi, do níž je svedeno příčné žebro s ukončením pomocí prohnutého seříznutí. Na této stěně, při hraně špalety jižního vstupu, je také vyříznuta drobná nika uzavřená štukovou mušlí. I když původní stavebně historický průzkum předpokládal až pozdější výstavbu věže, při rekonstrukci kostela byla zjištěna její existence už za první etapy výstavby objektu. Při rekonstrukci bylo také potvrzeno, že zaklenutí trojlodí bylo provedeno až během pozdní gotické rekonstrukce. Podvěží je s lodí spojeno lomeným obloukem s vyžlabenou hranou. Nároží věže bylo doplněno polopilířkem arkády traktů kruchty. Podkruchtí se do prostoru otevírá třemi arkádovými oblouky. Oblouky mají téměř půlkruhový tvar a vybíhají ze stěn dvou pilířků a dvou polopilířků po stranách. Pilířky jsou stejně jako centrální pilíř podloženy sokly, na které navazují vyžlabená okosení arkádových oblouků.

#### Podvěží
Podvěží má zhruba obdélníkový půdorys a je spojeno širokými otvory s lomeným záklenkem s lodí i podkruchtí. Hladký kruhový svorník zde spojuje křížově zaklenutá žebra. Žebra jsou zakončena v rozích věže členitými konzolkami.

#### Podkruchtí
Podkruchtí sestává ze čtyř polí, z nichž jedno běží podél severní části kostela a tři podél západní. Pole jsou oddělena příčnými pasy, stojícími na pětibokých polopilířcích se soklíky. Nad jednotlivými poli podkruchtí jsou sklenuty křížové klenby s klínovými žebry, které se protínají v kruhových klenácích. Krajní severní klenák je zdoben plastickým čtyř-listem a další dva kruhovými výžlabky. Na jižní straně podkruchtí je gotické schodiště vedoucí na kruchtu s dochovanou polychromií.

#### Kruchta
Celý prostor nad kruchtou je zaklenut křížovými poli s kamennými vyžlabenými žebry bez svorníků. Jediný svorník před triumfálním obloukem v sobě má kruhový otvor. Na východní stěně sbíhají žebra do konzolek s deskami a obrácenými jehlanci. Parapet kruchty nebyl dochován a byl kompletně zrekonstruován. Z kruchty vede lomený portálek do prvního patra věže. Ze stejné úrovně věže vede také okénko do lodi kostela se stejnou podobou, jako má portál.

## Malby

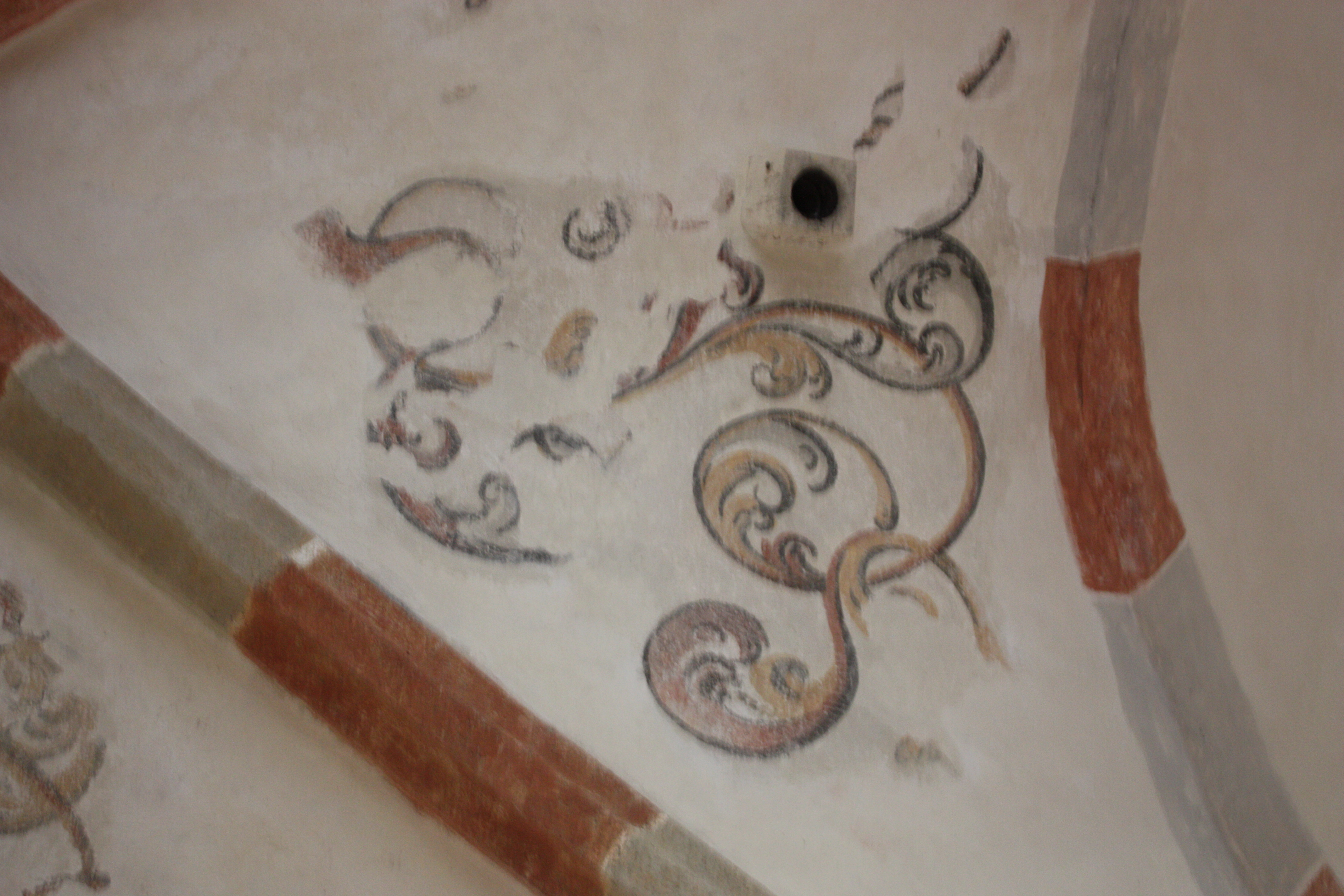
Dekor kostela

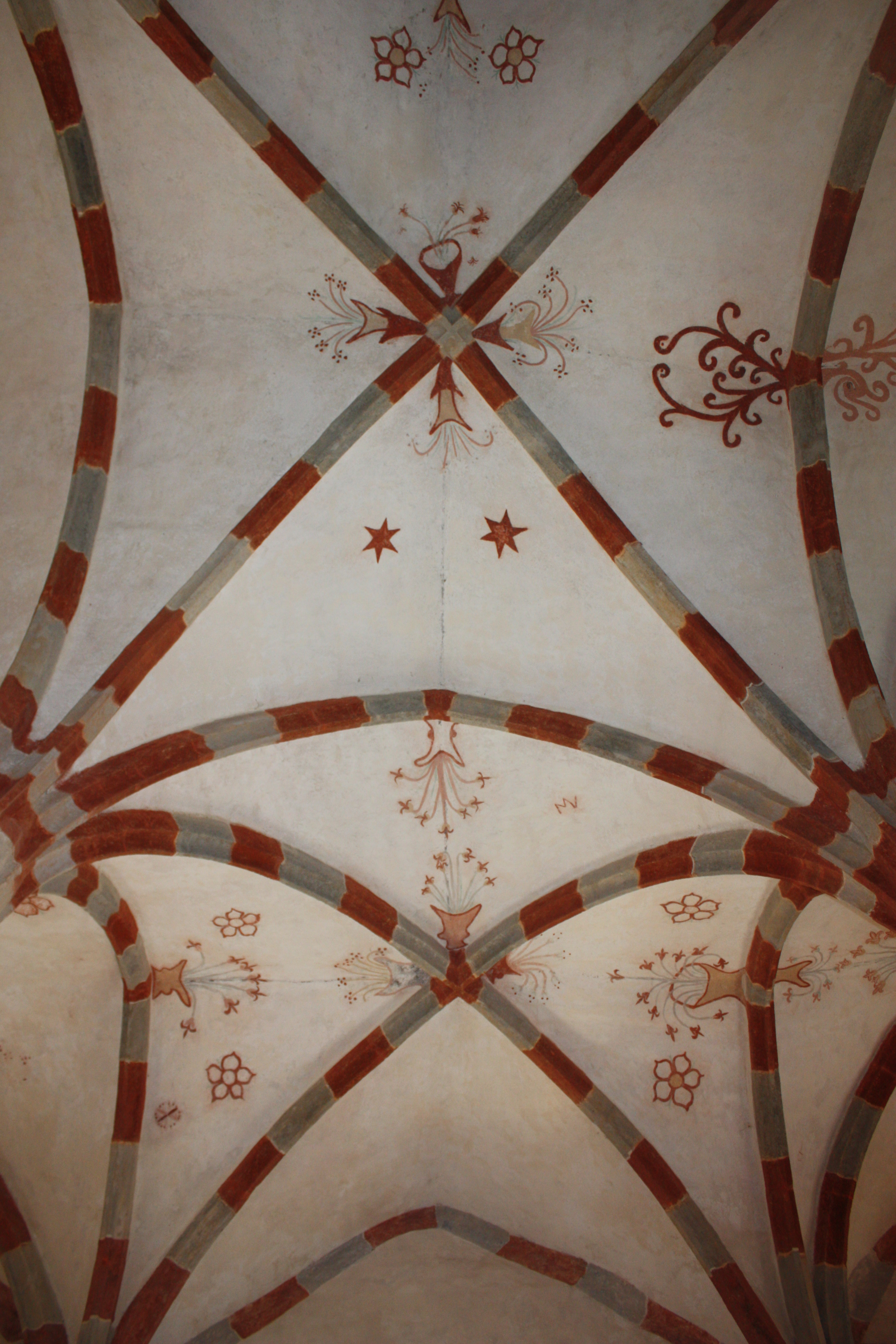
Klenba s dekory

Malby i polychromie kostela se zachovaly ve všech částech kostela a při rekonstrukci v letech 1997–2003 byly restaurovány. Výjevy vznikly někdy v patnáctém století po roce 1420.

### Kněžiště
Na severní stěně se nachází pět na sebe navazujících výjevů umučení světice. Poslední obraz se – i když značně poničený – dochoval, první dva byly restaurovány podle fotografií ze 70. let. Na prvním díle lze rozpoznat postavu krále s korunou sedícího na trůnu. Dále jsou zde dvě další stojící postavy. Na druhém výjevu je zobrazena světice, obnažená do půlky těla, zavěšena na mučící dřevěné konstrukci a dvě postavy mířící na její prsa kopími. I když má světice ženské rysy v obličeji, její hruď je plochá. Třetí obraz zobrazuje světici klečící. V horní části se vznáší anděl a na obraze je také postava s korunou, fyziognomií připomínající vladaře z prvního výjevu. Předposlední dílo řady zřetelně představuje setnutí světice. Je zde kat se zvednutým mečem nad jejím obnaženým krkem a nerozpoznatelná další postava. Poslední výjev zobrazuje pohřbívání světice. Je zde rakev, umístěná na skále, čtyři andělé a postava se svatozáří a s žehnajícím gestem. Pravděpodobně jde o postavu Boha Otce v oblacích. Obrazy lze interpretovat jako scény z legendy o sv. Kateřině, pak by vladař představoval císaře Maxentia. Sporný je ale druhý výjev, podle něhož byla světice mučena. Podle legendy totiž nebyla mučena Kateřina, ale císařovna poté, co se přihlásila ke křesťanství.
Nad posledními dvěma obrazy svato-kateřinského cyklu se nachází obraz ve tvaru obráceného „L“ s červeným rámem. Zde je zobrazena trůnící Madona s dítětem. Ruce dítka se vztahují ke třem postavám, pravděpodobně donátorům.
Napravo od tohoto výjevu je situován obraz pozdvihování Marie Magdaleny a dalšího světce, jehož totožnost není známa.

### Kostel
Interiér celého kostela je zdoben červenošedou polychromií a souvisejícími dekorativními prvky. Přesně takto byly tradičně zdobeny pozdně gotické kostely. Někde červenošedé kvádrování tvoří iluzivní žebra. Jedinou výjimkou je centrální pilíř, na kterém není plošné kvádrování, ale iluzivní diamantový řez. V kostele se dále nacházejí fragmenty nástěnných maleb z různých časových období. Výzdobu dotváří stylizované květiny u svorníků a vrcholů oblouků, pasparty oken a portálů. Plochy stěn a klenebních kápí pak dále zdobí nepravidelně rozmístěné červené pěti- a šestilisté růže a hvězdice.

## Fotografie

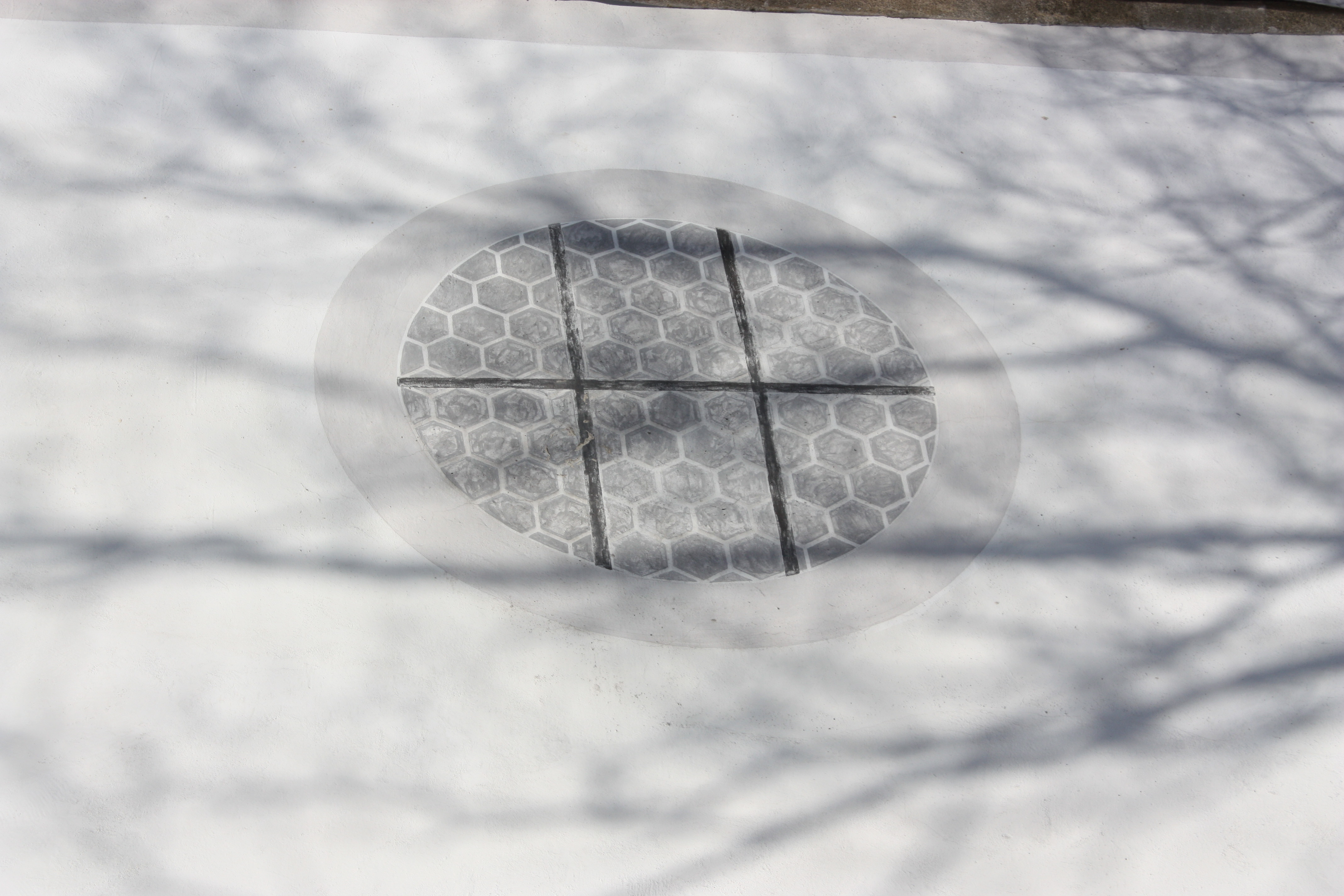
Iluzivní kulaté okno
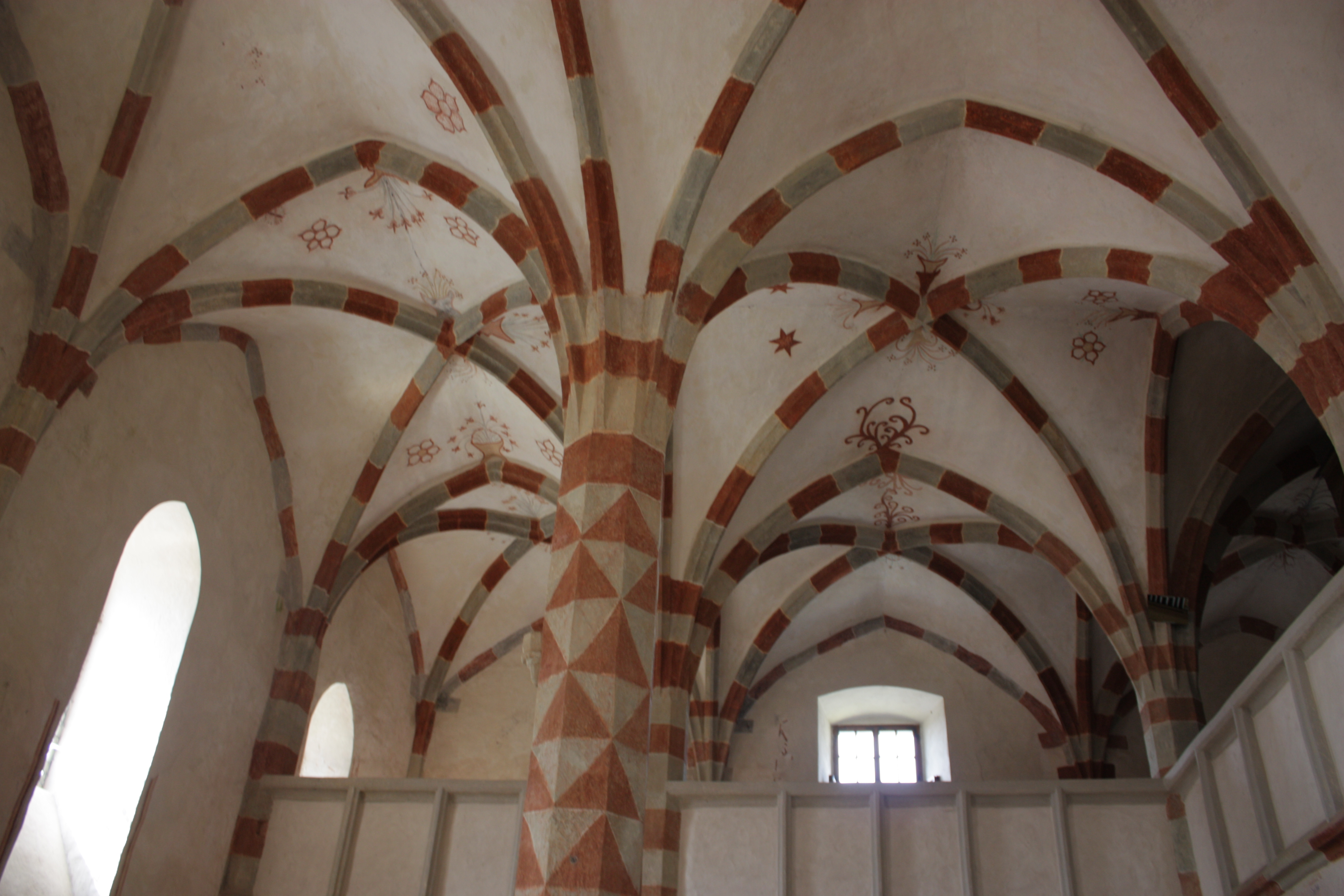
Loď kostela
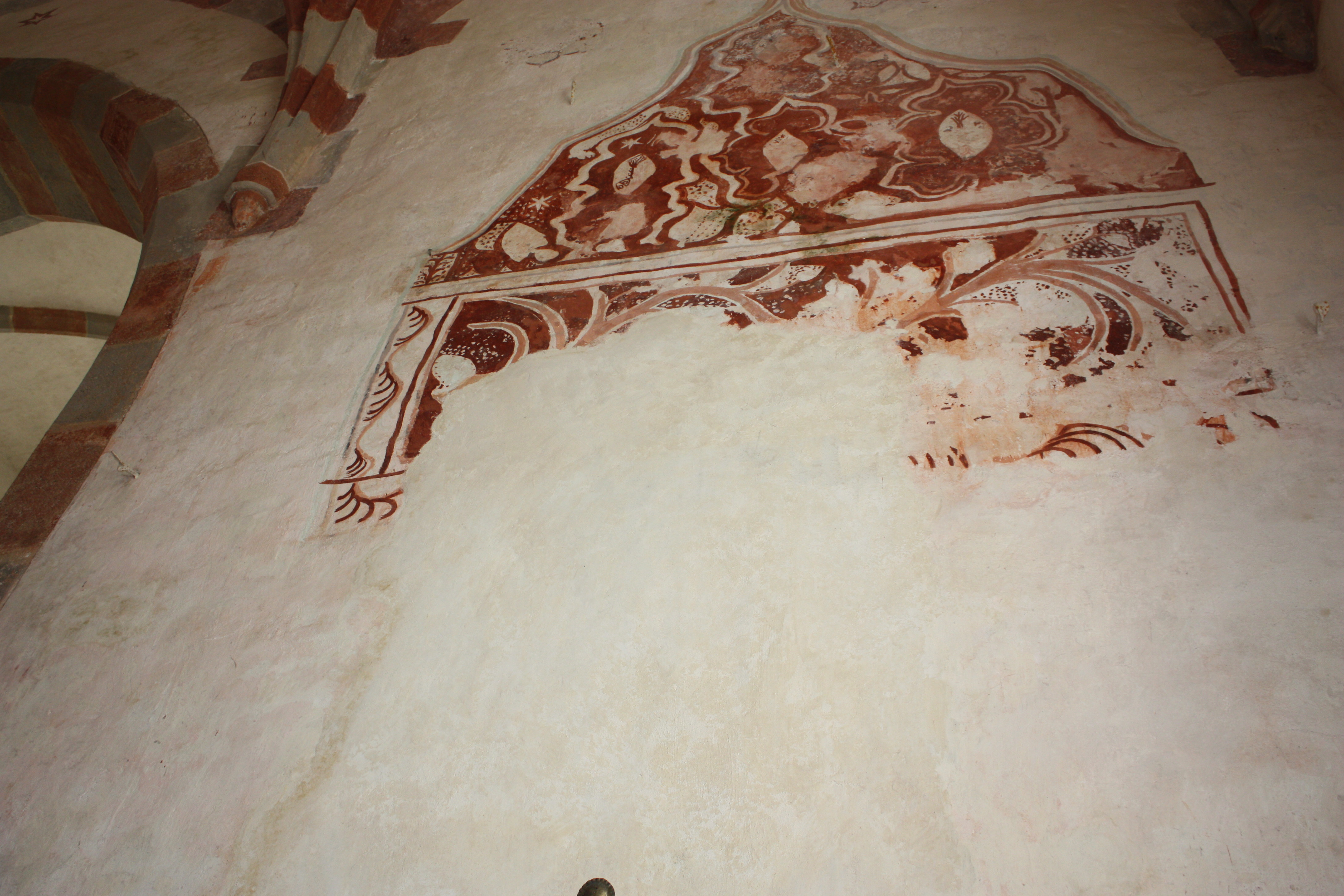
Místo původního oltáře
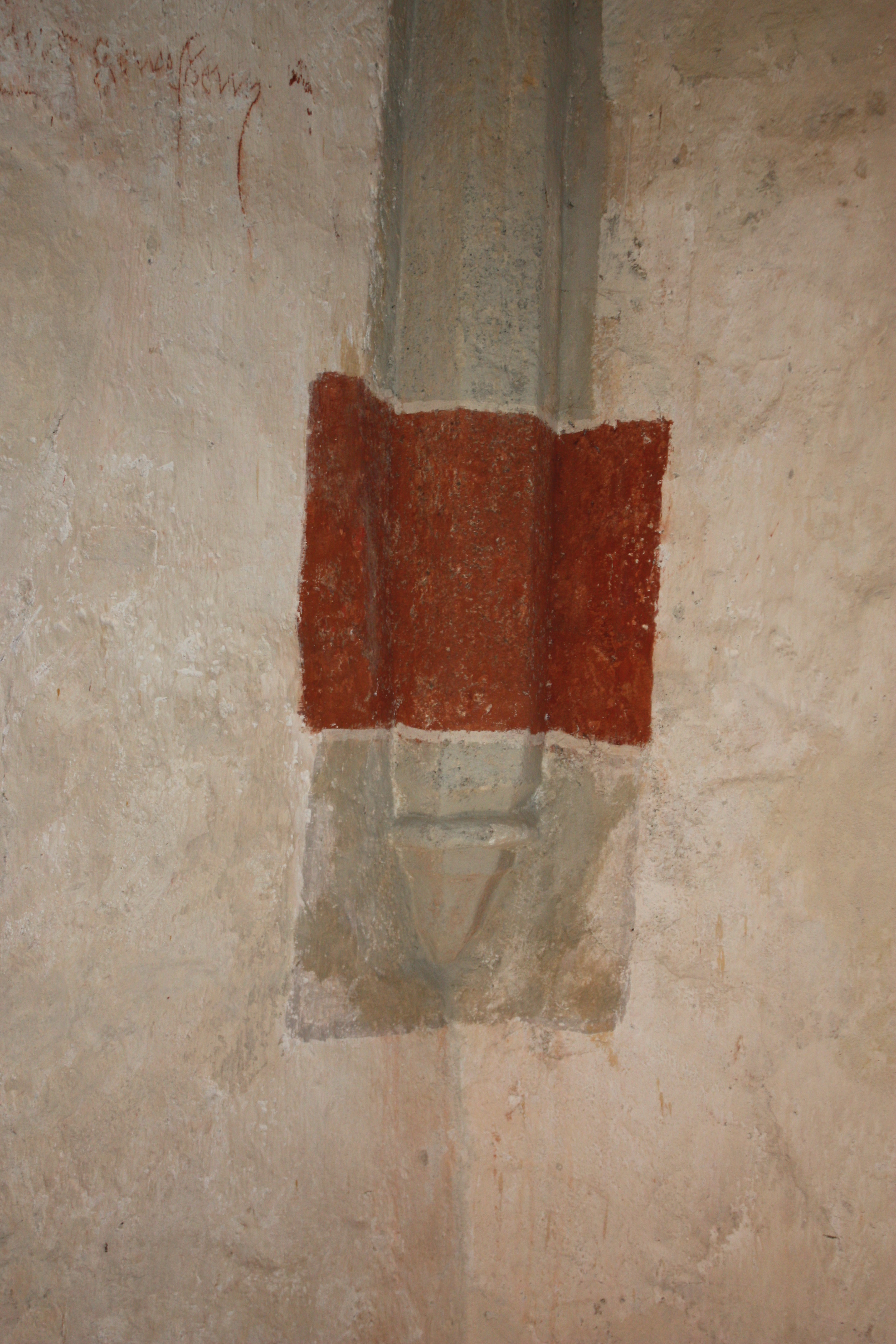
Konzolka
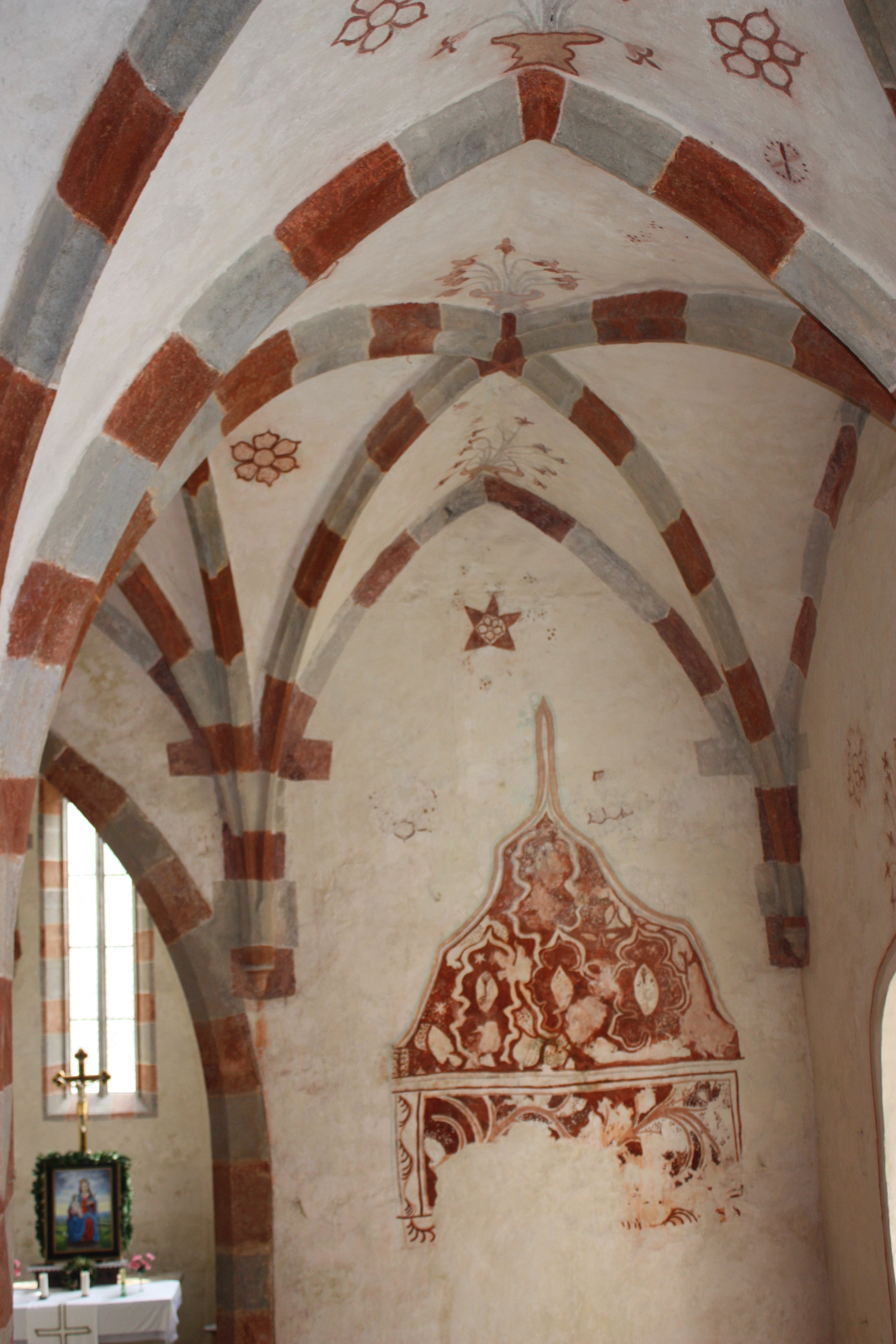
Trojlodí
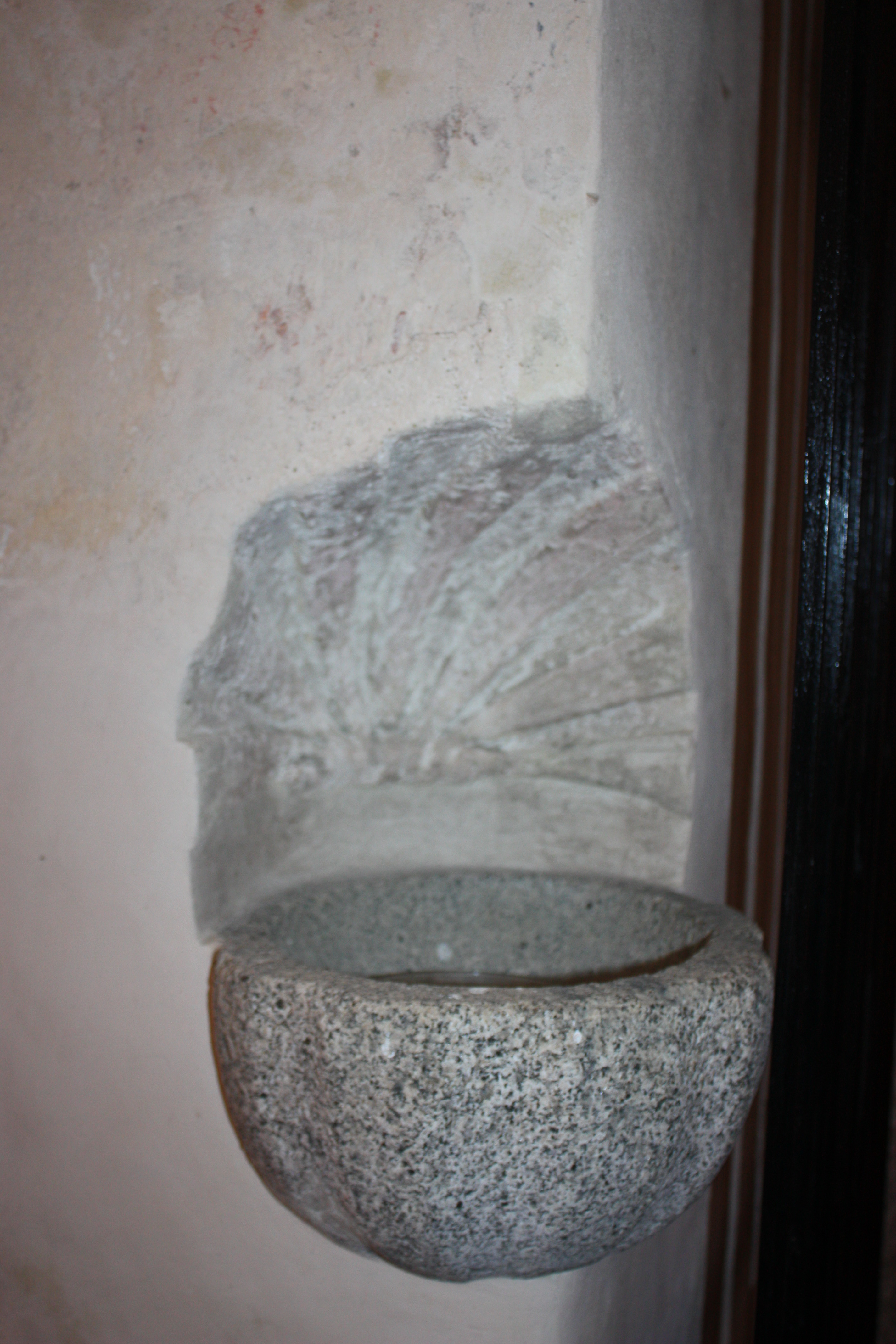
Mušle
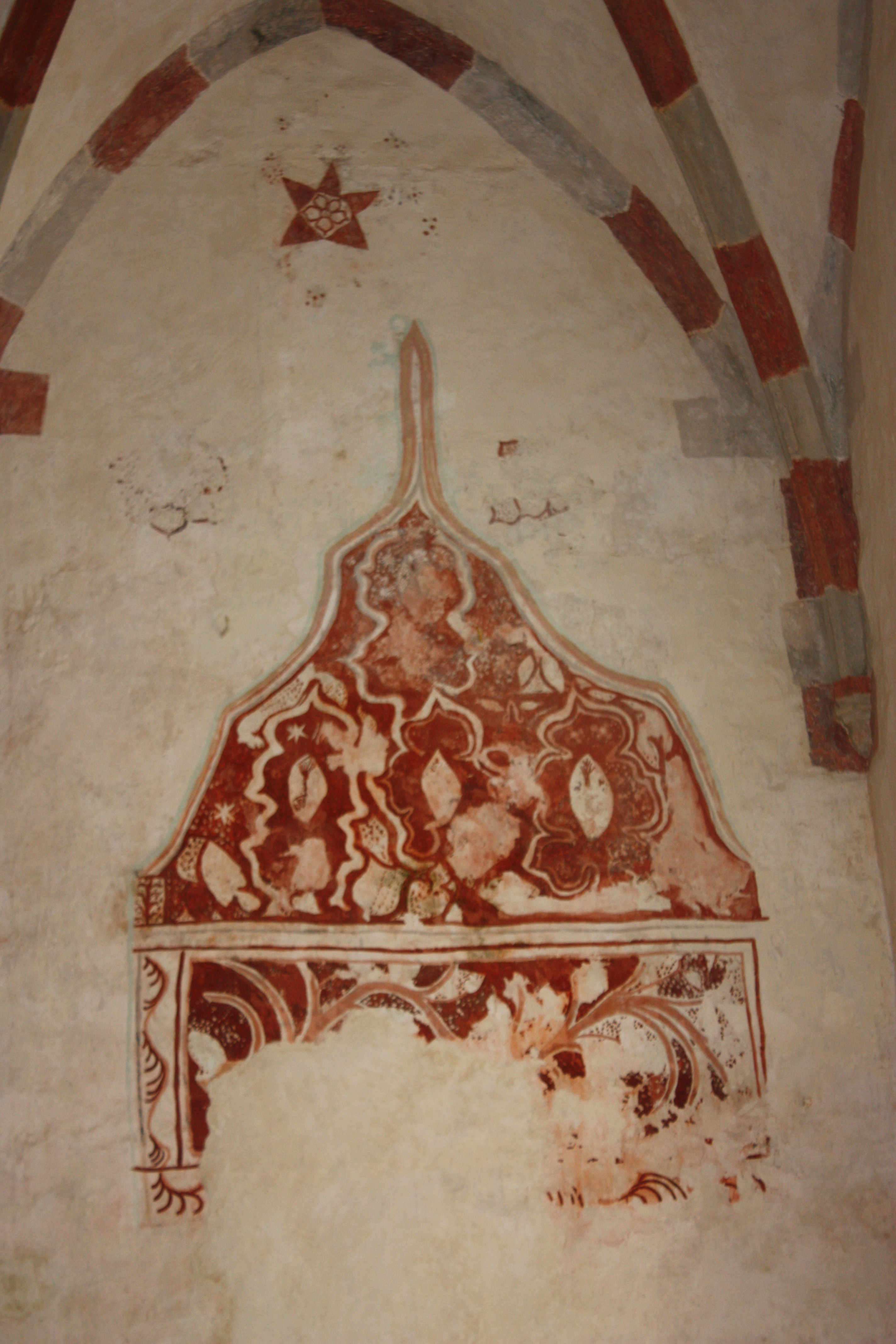
Fresky
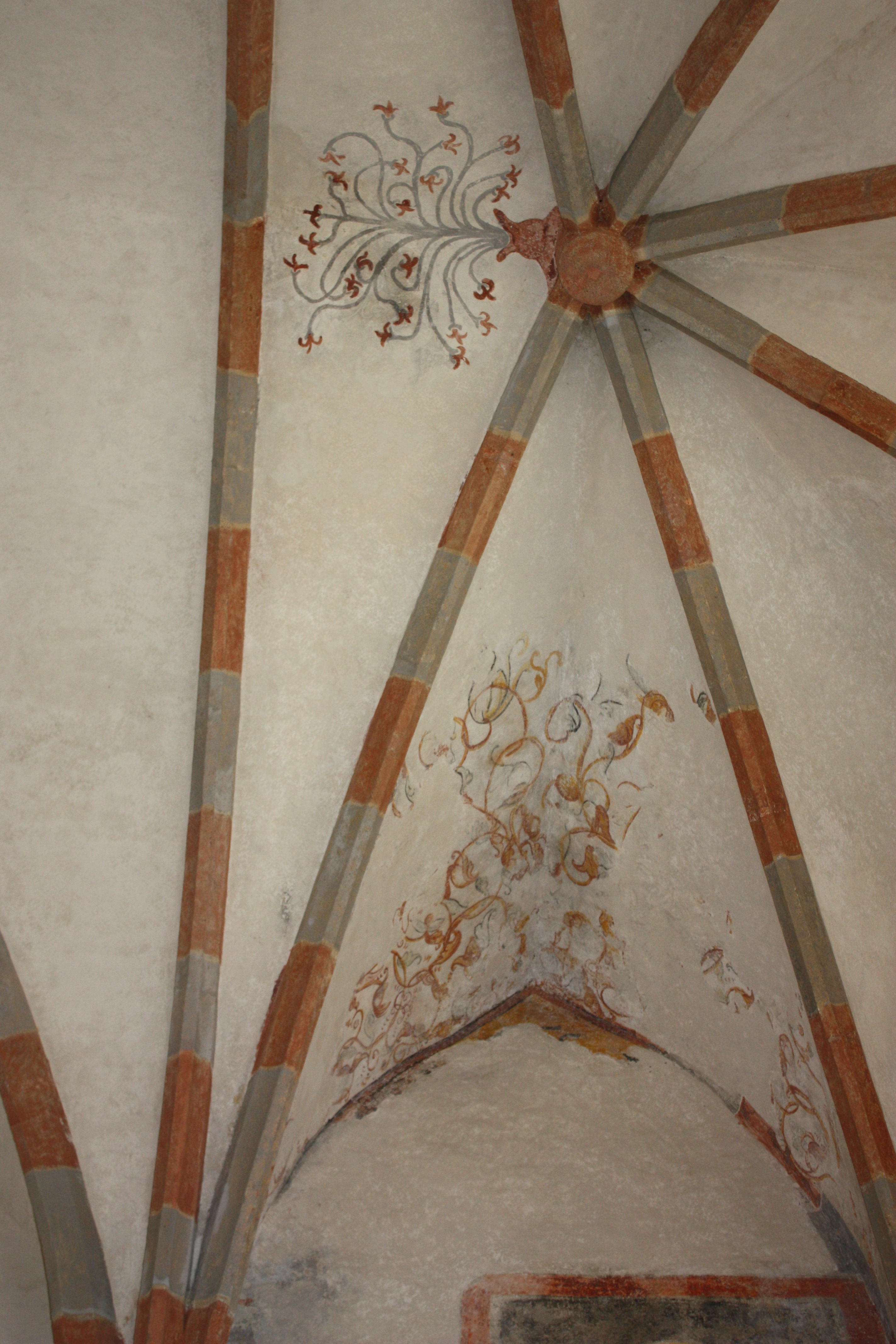
Pozůstatky fresek